# Eleição para o Senado federal pelo Alasca em 1992
A eleição para o Senado federal do estado americano do Alasca em 1990 foi realizada em 3 de novembro de 1992 e elegeu um dos dois senadores do Alasca.

## Candidatos

### Partido Democrata
Os principais candidatos democratas foram Tony Smith e o senador estadual William L. Hensley. Smith derrotou Hensley na primária democrata.
|  | Democrata | Tony Smith         | 33.162 | 48,76% |
|  | Democrata | William L. Hensley | 29.586 | 43,50% |
|  | Democrata | Michael Beasley    | 2.657  | 3,91%  |
|  | Democrata | Joseph A. Sonneman | 1.607  | 2,36%  |
|  | Democrata | Frank Vondersaar   | 1.000  | 1,47%  |

### Primária republicana
Na primária republicana, a senadora estadual Arliss Sturgulewski, candidata republicaa em 1986, derrotou Jim Campbell, Rick Halford, e Don Wright.
|  | Republicano | Frank Murkowski | 37.486 | 80,53% |
|  | Republicano | Jed Whittaker   | 9.065  | 19,47% |

## Resultados
Murkowski derrotou Smith com uma diferença de 35.098 votos (14,7%.
|  | Republicano | Frank Murkowski | 127.163 | 53,1% |
|  | Democrata   | Tony Smith      | 92.065  | 38,4% |
|  | Verde       | Mary Jordan     | 20.019  | 8,4%  |